# لوئیز ایبریکو
لوئیز ایبریکو (اسپانیایی: Luis Iberico‎) یک بازیکن فوتبال اهل پرو است که در پست مهاجم نوک برای باشگاه فوتبال یونیورسیداد سن مارتین در لیگ برتر فوتبال پرو بازی می‌کند.

## تیم ملی
وی به همراه تیم ملی زیر ١٧ سال پرو در مسابقات قهرمانی نوجوانان آمریکای جنوبی در سال ٢.١٥ حاضر بود و در دو مسابقه برای این تیم چهار گل به ثمر رساند و چهارمین گلزن برتر مسابقات شد.